# Opsomming
Een opsomming, enumeratie of lijst is een verzameling samenhangende gegevens, bedoeld om een beknopt overzicht te geven van belangrijke onderdelen van een bepaald onderwerp. 
Een lijst die een compleet overzicht geeft van de items die het onderwerp betreffen wordt een uitputtende lijst of limitatieve opsomming genoemd. Een uitputtende lijst is een overzicht waarin alle mogelijke items – en niet meer dan die – zijn opgenomen. 

## Vormgeving
Een opsomming bestaat meestal uit een of meer inleidende zinnen met daaronder de onderdelen van de opsomming. Voor elk onderdeel kan een opsommingsteken staan in de vorm van bijvoorbeeld een cijfer of streepje, of een stip (bullet genaamd). Elk onderdeel kan al dan niet met een hoofdletter beginnen. De items kunnen alfabetisch, op nummer, chronologisch, naar belangrijkheid of willekeurig gerangschikt zijn.
Elk item op de lijst is een zo kort mogelijke omschrijving van het bedoelde gegeven.  Ieder onderdeel begint meestal op een nieuwe regel, maar ze kunnen ook in kolommen gerangschikt zijn. Ieder onderdeel kan bestaan uit slechts een enkel woord, maar ook uit een of meerdere hele zinnen. De opsomming kan uit woordgroepen of delen van zinnen bestaan. Een woordgroep vormt een subgroep binnen de lijst, waarin de items ook weer een bepaalde samenhang qua onderwerp hebben.

## Limitatieve en enuntiatieve opsommingen
Een limitatieve opsomming of uitputtende lijst bevat alle mogelijke onderdelen van de opsomming, niet meer en niet minder. Alles wat niet genoemd is valt er niet onder. Het is vaak onderdeel van een wet of verordening, waarbij de uitputtende lijst precies aangeeft welke artikelen, geboden of verboden zijn inbegrepen. Iedere verzekeringspolis bevat een uitputtende lijst van risico's die onder de afgesloten overeenkomst zijn verzekerd.
Een enuntiatieve opsomming of verduidelijkende opsomming is het tegenovergestelde van een limitatieve opsomming. Hierin staat slechts een aantal voorbeelden van mogelijke items vermeld, terwijl ook nog andere voorbeelden denkbaar zijn.